# Bojan Šaranov
Bojan Šaranov (Servisch: Бојан Шаранов) (Belgrado, 22 september 1987) is een Servisch voetballer, die sinds september 2017 als doelman speelt bij FK Zemun.

## Interlandcarrière
Onder leiding van bondscoach Vladimir Petrović maakte Šaranov zijn debuut voor Servië op 3 juni 2011 in de vriendschappelijke uitwedstrijd tegen Zuid-Korea (2-1), net als Dušan Petronijević (FK Borac) en Jovan Damjanović (FK Borac).

## Erelijst

### Club
Partizan
- Servische voetbalbeker: 2015/16

Qarabağ
- Azerbeidzjaans landskampioen: 2016/17
- Azerbeidzjaanse voetbalbeker: 2016/17